# Hideo Yamamoto
Hideo Yamamoto (山本英夫, Yamamoto Hideo, Tokorozawa, 23 de junho de 1968) é um famoso desenhista de mangá (mangaka) japonês. Yamamoto desenha profissionalmente desde 1989 quando estreou com o mané Sheep, escrito por Masahiko Takasho. Seus temas preferidos são arte marcial, yakuza, perversões sexuais e mente humana.

## Trabalhos
- Your Light Shines Brightly Now
- A Different Path
- Sheep
- Okama Hakusho
- Nozokiya (Voyeur)
- Shin Nozokiya (Voyeur Inc.)
- Koroshiya Ichi (Movie adaptation Ichi the Killer)
- Homunculus
- Yume Onna
- Hikari-Man (2014-)